# 萊恩斯普雷里 (密蘇里州)
萊恩斯普雷里（英語：Lanes Prairie）是位於美國密蘇里州瑪麗縣的非建制地區。

## 歷史
萊恩斯普雷里的郵局於1851年設立，停運時間不詳。

## 地理
萊恩斯普雷里所處的海拔為高於海平面327米（即1073英呎），而該地所採用的時區為UTC-6，即北美中部時區（CST）。同時該地設有夏令時間，為UTC-6調快一小時，即UTC-5（CDT）。